# Petemathis portoricensis
Espèce
Synonymes
- Emathis portoricensis Petrunkevitch, 1930

Petemathis portoricensis est une espèce d'araignées aranéomorphes de la famille des Salticidae.

## Distribution
Cette espèce est endémique de Porto Rico.

## Étymologie
Son nom d'espèce, composé de portoric[o] et du suffixe latin -ensis, « qui vit dans, qui habite », lui a été donné en référence au lieu de sa découverte, Porto Rico.

## Publication originale
- Petrunkevitch, 1930 : The spiders of Porto Rico. Part two. Transactions of the Connecticut Academy of Arts and Sciences, vol. 30, p. 159-356.